# Maira
Ne doit pas être confondu avec la rivière Mera, autre affluent du Pô
La Maira est une rivière du Piémont, affluent de droite du Pô, qui naît sur les Alpes cottiennes (Alpi Cozie) depuis le Col Maurin. Son nom en langue piémontaise et occitane signifie magra (maigre).
La rivière a donné son nom au Val Maira.

## Parcours
Au début, son cours est torrentiel dans la vallée et baigne les agglomérations de Dronero, Busca (Italie) où il entre en plaine.
 Puis il effleure la cité de Savillan parcourant quelques kilomètres parallèlement au torrent Mellea, son principal affluent auquel il s’unit près de Cavallermaggiore.

Depuis là, il baigne la petite cité de Racconigi, longeant le célèbre parc de la Résidence estive de la maison de Savoie et rejoint le Pô par sa droite sur le territoire de la commune de Lombriasco.
Caractérisé par un régime torrentiel de type alpin, avec un cours à sec en été et des crues printanières, son débit moyen est de 13,5 m3/s.
En 2005, la "Confluence Pô - Maira" a été reconnue reconnue Zone naturelle d'intérêt écologique, faunistique et floristique (ZNIEFF en français et SIC en italien) (code: IT1110016).
L'eau qui sort de la source de l’affluent  Maurin débouche dans la Maira puis dans le Pô, parcours le plus long trajet fluvial de toute l’Italie avec un total de 691 kilomètres.

## Débit moyen
Source : AA.VV., Piano di tutela della acque - Allegato tecnico II.h/1 Bilancio delle disponibilita' idriche naturali e

## Sources
- (it) Cet article est partiellement ou en totalité issu de l’article de Wikipédia en italien intitulé « Maira (torrente) » (voir la liste des auteurs).